# Abade Faria
José Custódio de Faria (Goa, Candolim, 30 ou 31 de maio de 1756 – Paris, 20 de setembro de 1819), mais conhecido por Abade Faria, foi um religioso e cientista luso-goês que se destacou como um dos primeiros estudiosos da hipnose.

## Biografia
Filho de Caetano Vitorino de Faria, antigo Padre Católico, mestiço de ascendência Goesa Católica, e de sua mulher Rosa Maria de Sousa, uma herdeira rica, os quais mais tarde se separaram e tomaram Ordens.
Chegou a Lisboa em 1771 e a Roma em 1772. Nesta última cidade esteve até 1780, formando-se em Teologia e recebendo as ordens de sacerdote.
Pertenceu ao grupo dos conspiradores que tentaram derrubar o regime português em Goa em 1787. A chamada Conjuração dos Pintos foi denunciada e exemplarmente reprimida pelas autoridades portuguesas. Faria apressou-se a ir para a França em 1788. Defensor da Revolução Francesa (1789), comandou em uma das secções que, em 1795, atacaram a Convenção Nacional. Foi professor de Filosofia nos Liceus de Marselha e Nîmes.
Iniciado na prática do magnetismo animal por Amand Marie Jacques de Chastenet de Puységur o marquês de Puységur, no ano de 1813 abriu em Paris um gabinete de magnetizador. A prática de hipnose por sugestão trouxe-lhe uma enorme clientela e uma pronta reação de descrédito, sendo rotulado de maníaco e bruxo.
Os últimos anos da sua vida passou-os como capelão de um convento.
Como cientista demonstrou o carácter puramente natural da hipnose, tendo sido ele o primeiro a descrever com precisão os seus métodos e efeitos. Soube antever as possibilidades da sugestão hipnótica no tratamento das doenças nervosas.
Uma versão ficcionada sua é uma personagem do romance O Conde de Monte Cristo, de Alexandre Dumas.
Tem uma rua com o seu nome no Areeiro, em Lisboa, e outra em Mem Martins, Sintra.